# Liste der argentinischen Botschafter in Osttimor

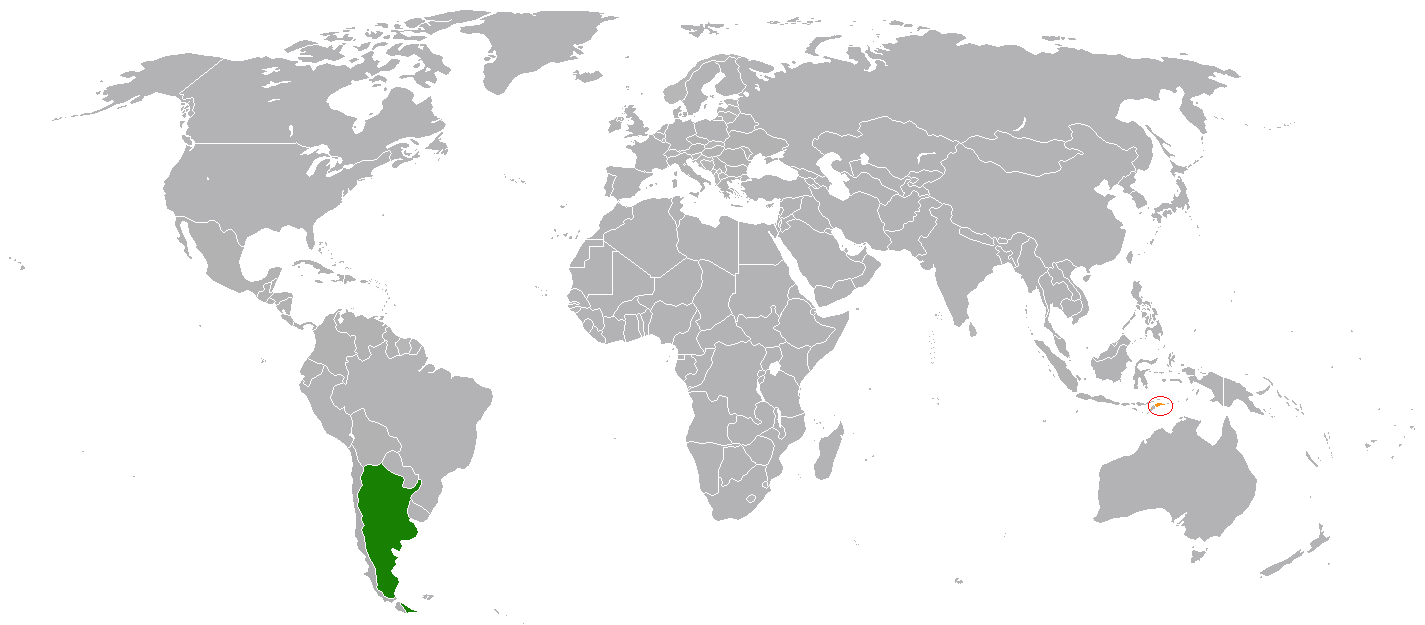
Argentinien (grün) und Osttimor (orange)

Diese Liste führt die argentinischen Botschafter in Osttimor auf.

## Liste
| Name                    | Amtszeit    | Anmerkungen                                                 |             |
| Argentinien             | Argentinien | Argentinien                                                 | Argentinien |
| ----------------------- | ----------- | ----------------------------------------------------------- | ----------- |
| ?                       | ?           |                                                             |             |
| Ricardo Luis Bocalandro | 2014–2019   | Ernennung: 13. März 2014 Akkreditierung: 18. September 2014 |             |
| Gustavo Arturo Torres   | 2021–2023   | Akkreditierung: 11. November 2021 (online)                  |             |
| Gustavo Ricardo Coppa   | seit 2024   | Ernennung: 9. April 2023 Akkreditierung: 28. Mai 2024       |             |